# Walter Brück
Walter Brück, avstrijski hokejist, * 30. november 1900, † ?.
Brück je v avstrijski ligi igral za klub Wiener EV, za avstrijsko reprezentanco je igral na enih olimpijskih igrah in več evropskih prvenstvih, kjer je bil dobitnik po ene zlate in srebrne ter dveh bronastih medalj.
Tudi njegov brat Herbert je bil hokejist. 